# CHAOS RINGS
『CHAOS RINGS』（ケイオスリングス）は、メディア・ビジョンが開発し、スクウェア・エニックスより発売された、スマートフォン/タブレット端末用のコンピュータRPG。2010年4月20日にiOS版がiPhone/iPod touch用アプリとして発売された。2010年8月12日にはiPad版が、2011年12月1日にはAndroid端末向けの移植版が発売。

## 概要
謎の闘技場「アルカ・アレーナ」に召喚され、殺し合うことを命じられた4組の男女ペアたちの死闘を描くRPG。剣と魔法のファンタジーの雰囲気を装いつつもSF的な内容が指向されている。キャッチコピーは「新たなアダムとイヴが手にする禁断の果実、1万年の輪廻の先に待つものは……」というもので、劇中用語として、旧約聖書の『創世記』に登場するアダムとイヴや、ノアの方舟のモチーフが登場している。
スクウェア・エニックスが販売したiOS用RPGとしては、移植やリメイクではない初めての完全新作である。発売当時としてはスマートフォン用ゲームの中でも比較的高めの価格が設定され、また大規模な広告展開などは行われなかったが、一方で口コミを中心に話題を集め、配信開始から3日間で日本および米国を含む14カ国のApp Storeの売上ランキングで1位を獲得し、2010年12月にはApp Storeの「今年のベストiPhoneゲーム」に選出された。後に発売されたAndroid版も、2012年12月にGoogle Playの「ベストゲーム 2012」日本版のひとつに選出されている。
スマートフォン用のゲームはゲーム専用機のものより劣るという認識が一般的であった制作当時にあって、携帯型ゲームハードに見劣りしない「スマートフォン最強のRPG」を目標に掲げて開発が行われた。ストーリーは『428 〜封鎖された渋谷で〜』等を手掛けた北島行徳によるシリアスなもので、2人の男女×4組の主人公から1組を選んで物語を進めていく群像劇となっている。一方で本作はスマートフォン用のゲームとして、通勤中などの時間の合間に遊ばれることが想定され、いつでもゲームを切り上げられるようにイベントなどを短めにすることも意図された。システム面では、画面上のキャラクターを操作して、エンカウントするモンスターを倒しそれによってキャラクターを強化させていくという、オーソドックスなRPGのスタイルを採っている。戦闘システムには本作独自の要素も取り入れられたが、対象となるユーザー層には「昔はゲームを愛好していたが、今は少し離れている人」といった層が想定され、新しさはありながらも分かりやすいという方向性が重視された。
「豪華」 とも評されるゲーム中の楽曲は上松範康が手掛けており、ゲームの中でも欠かせない要素として重要視された。劇中ではエンディングのほか、ダンジョンのBGMなど幾つかの場面で飛蘭が歌うボーカル曲も用いられたが、これは上松の発案で入れられたものであるという。サウンドトラックは『CHAOS RINGS -Original Soundtrack-』が2010年6月23日よりiTunes Store限定で配信された、『CHAOS RINGS Ω -Original Soundtrack-』が2011年5月20日よりiTunes Store限定で配信された。2014年11月12日、『ケイオスリングス+ケイオスリングスΩ オリジナル・サウンドトラック』、『ケイオスリングスII オリジナル・サウンドトラック』、『ケイオスリングスIII オリジナル・サウンドトラック』が同時発売された。
プロデューサーの安藤武博によれば、本作は好評であったとしつつも、もっと家庭用ゲーム機のRPGのようにストーリーを深くまで掘り下げて欲しいという意見も多かったとされ、次回作ではそうした要望に応えることが課題となったという。2011年5月20日には本作の1万年前を描いた前日譚『CHAOS RINGS Ω』、2012年3月15日には続編の『CHAOS RINGS II』、2014年10月16日には『CHAOS RINGS III』と『CHAOS RINGS III プリクエル・トリロジー』（前3部作を同梱）が発売された。
2016年5月31日をもってAndroid/iOS版の配信を終了（IIIを除く）。以降はPS Vita版のみの配信となる。

## 沿革
- 2010年4月20日 - iPhone/iPod touch版が発売。
- 2010年6月23日 - サウンドトラック『CHAOS RINGS Original Soundtrack』がiTunes Storeから発売。
- 2010年8月12日 - 高解像度に対応したiPad版が発売。
- 2010年10月7日 - プロデューサーの安藤武博が本作の続編を開発中と発言[10]。
- 2011年5月20日 - 前日譚『CHAOS RINGSΩ』が発売。
- 2011年8月25日 - アップデートにより台詞にボイスが追加[11]。
- 2011年12月1日 - Android版がSQUARE ENIX MARKETから発売[2]。
- 2012年3月15日 - 続編『CHAOS RINGS II』が発売。
- 2012年10月10日 - Android版がGoogle Playでの配信を開始[12]。
- 2014年10月16日 - Android/iOS向け『CHAOS RINGS III』発売、同時にPlayStation Vita用としてシリーズ全4作がセットになった『ケイオスリングスIII プリクエル・トリロジー』発売。
- 2015年5月7日 - セット販売のみだったPlayStation Vita向けケイオスリングスシリーズを単品ダウンロード発売開始、同時にこれまで『ケイオスリングスIII』のみ実装されていたトロフィー機能が全タイトルに実装された。
- 2015年10月16日 - 『CHAOS RINGS Σ』の開発中止が決定。
- 2016年5月31日 - Android/iOS版の配信を終了（IIIを除く）。

## ゲームシステム

### ゲームの進行
プレイヤーは4組の男女ペアのいずれかを主人公として選び（ゲーム開始当初は2組のみ選択可能）、物語を進めていく。選んだペアによって異なったシナリオが用意されている。
キャラクターは3DCG、クオータービューのフィールドは2DCGで描かれる。キャラクターを描画する3DレンダリングエンジンにはエイチアイのMascotCapsuleが採用されている。主人公の移動は画面の任意の位置をフリック入力することで行われ、右手でも左手でも操作できるように配慮されている。プレイヤーは「ホーム」と呼ばれる部屋を拠点として、巨大な方舟「アルカ・アレーナ」の内部に自然を模して作られたダンジョンへと赴き、出現するモンスターを倒して経験値や所持金を獲得していくことで、キャラクターをレベルアップさせたり、ショップで性能の高い武器や防具を入手したりしていく。ダンジョンに侵入する際には出現モンスターの強さを自由に選ぶことが可能で、より強い敵が出現するダンジョンでは経験値などの見返りも多い。また特定のジーン（後述）を装備することで、エンカウントそのものが発生しないようにすることもできる。各ダンジョンには幾つかのパズルが用意されており、いずれもあまり難解ではなが、パズルのルールはダンジョンごとに異なる。ダンジョンの最深部に到達してボスキャラクターを倒すとシナリオが進行し、プレイヤーに選ばれなかった他の男女ペアとのバトルロイヤルを勝ち抜いていく。
エンディングに到達するとスタッフロールが流れて物語が終了するが、エンディングを見ることで別の結末へと続くシナリオルートが選択可能となったり、新たに選択できる主人公ペアが増えたりしていく。また、一度クリアしたペアは、クリア時のステータスを引き継いだまま再スタートすることもできる。4組のペアの物語をクリアすることで真のエンディングへの道が開示される。物語の進行度はオープニング画面のメニューからチェックすることが可能となっている。

### 戦闘システム
プレイヤー側のパーティ人数は最大2人で、戦闘はリアルタイム性のないターン制ストラテジーを採用している。プレイヤーは各ターンの冒頭で2人のキャラクターの行動を指定し、敵味方が素早い順に1回ずつ攻撃を行う。全てのキャラクターが手番を終えると次のターンに移る。
本作における特徴的なゲームシステムとして、プレイヤーは行動を指定する際、最初に「ソロ」「ペア」のいずれかを選択するというものがある。「ソロ」では2人に別々の行動を指定でき、異なる敵を攻撃したり、攻撃と回復を同時に行ったりすることができ、また後述のブレイクゲージを2回分の手番で大きく変動させることができるが、攻撃や回復の威力は小さくなる。もう一方の「ペア」では2人が息を合わせて同じ相手に同じ行動を行うもので、行動の威力や効果を倍以上に高めることができ、後述のジーンによる魔法や特殊能力、補助効果などもペア間で共有され、回復効果などもペア全体に及ぶようになる。その反面、敵からのダメージや状態異常の効果もペアに及ぶようになり、通常の倍のダメージを受けることになるため、ハイリスクかつハイリターンな選択となる。プレイヤーにはこうした一長一短を見極め、攻撃手段を状況に応じて使い分けていく戦略性が求められる。
画面左上には「ブレイクゲージ」と呼称される、敵味方で共有される円形のゲージが表示されている。戦闘開始時には互角となっているが、味方の攻撃を当てるとゲージが優位な状況に傾き、逆に敵の攻撃を受けるとゲージが不利な状況に傾く。味方が優位な状況ではゲージが青緑色に輝き、敵に与えるダメージや回復効果が大きくなると同時に受けるダメージが軽減されるなど有利な補正を受けるが、劣勢の状況ではゲージが赤くなり逆のペナルティを受ける。ゲージが互角の状態まで引き戻されると、画面に大きく「BREAK!!」の表示が現れ、劣勢を立て直した側に大きなチャンスが与えられる。
魔法には火・水・風の3系統があり、互いがじゃんけんのような三すくみの関係にある。属性を持っているキャラクターは優位な属性に対して耐性を得るが、不利な属性が弱点となる。属性のある魔法を使用するとその魔法を使用したキャラクターの属性も変化し、受けるダメージに修正を受けるほか、通常攻撃などの無属性の攻撃も属性攻撃へと変化する。魔法やアイテムの中には、敵や味方の属性を強制的に変更させることのできるものもある。

### ジーン
キャラクターの成長には、経験値によるレベルアップのほか、「ジーン（遺伝子）」と呼称される特殊能力を獲得していくことで行われる。各キャラクターは「ジーンプレート」と呼称される4つの装備欄にジーンを装備することができ、ジーンごとに備わった攻撃や回復の魔法を使用できるほか、能力値の向上や魔法への耐性、自動的なカウンター攻撃といった能力を付与することができる。
4つのジーンプレートのうち下3つに装備できるジーンの種類は「モンキー」「タイガー」「ドラゴン」などといったモンスターの系統ごとに分かれており、その系統のモンスターを倒すことでジーンが成長し、新たな特殊能力を獲得するチャンスを得る。自分より強いモンスターを倒すと高い確率で新たなジーンを獲得できる。モンスターから獲得したジーンはゲーム全体で共有されており、新たに別の主人公を選んでゲームを開始したり、別の主人公でゲームを継続した後に中断していた主人公のシナリオを進めた場合なども、他の主人公のシナリオで獲得したジーンを使用することができる。
1つめのジーンプレートにセットできる「ヒューマン」のジーンには、「戦士」「魔法使い」の2種類があり、物語開始時には主人公ごとに固有の技や能力が備わっている。このジーンは物語を進め、プレイヤーに選ばれなかった他のペアを倒すことで、倒したペアが初期習得している固有能力を奪い取って成長していく。このジーンはペアとなる2人の間で交換したり同じものを装備したりすることも可能だが、シナリオ間で共有はされず、ゲーム中で他のペアに倒されて直接対決のなかったペアの能力は獲得できない。

## ストーリー
世界が闇に覆われ、終焉の時を迎える場面から物語は始まる。各大陸から最強の戦士として集められた5組の男女が我に返ると、そこは「アルカ・アレーナ」と呼称される、どこに所在するとも知れない巨大な闘技場の中であった。彼らは詳しい理由も説明されないまま、「代弁者」を名乗るロボットのような存在から、生き残りを賭けた殺し合いを強要されることになる。優勝者には不老不死が与えられるというが、参加を拒んだり、闘いに負ければ死が待っている。あまりに理不尽な要求に物言いをつけた1人が見せしめのように殺害させられ、他の参加者たちは仕方なく代弁者に命じられるまま男女でペアを組み、まずはモンスターの徘徊するダンジョンに向かわされ、戦いに参加するための資格とされる一対の指輪を探すことになる。
プレイヤーが最初に選択することができるのは、4組のペアのうち2組、エッシャーとミューシャ、またはシャモとイルカの物語である。いずれもパートナーの親を殺した罪に直面しつつも、パートナーとの関係を築いていくという物語が描かれる。彼らはこの戦いにおける数々の不可解な点、それぞれ因縁や恋愛関係のある男女がペアを結ばされることの意味や、彼らの戦闘能力を引き出すかのようなモンスターとの戦い、知力を試すかのようなパズルの数々に首を傾げつつも、指輪を手にし、顔見知りとなった相手との最初の殺し合いを乗り越える。そしてパートナーの絆を深めることで更なる戦いの資格と、絆を深めた2人で生き残るというモチベーションを得て、決勝戦を制して最強のペアとなる。
勝ち残ったペアは優勝者の力量を試すために挑んできた代弁者を返り討ちにし、アルカ・アレーナから外の世界へと出る機会を得るが、そこで「方舟闘技場」を意味するアルカ・アレーナの真実を知らされる。いわく、この宇宙は「クオリア」と呼ばれる概念的存在によって終焉を迎えようとしており、あらゆるパラレルワールドも破滅の結末へと収束してしまう。しかし物語の舞台となる地球に現れるクオリアは、「特異点」と呼ばれる弱点であり、アルカ・アレーナを創設した人々は、この惑星の人類をクオリアに対抗できる存在へと進化させようとしているのだという。そして選りすぐられ最強の人類として選ばれた男女は、それ自体がタイムマシンであるアルカ・アレーナによって1万年前の世界へと送られて人類の祖となり、さらにその子孫の中から最強の人類を再びアルカ・アレーナで選りすぐって1万年前に送り込む、という時間のループを2千回も繰り返しているというのである。最初のエンディングでは、勝ち残ったペアは騙されて1万年前に送られてから事実を聞かされ、結果的にその状況を受け入れる。しかし最初のエンディングを見ることによって、そうなる前に事実にたどり着く別ルートのシナリオが開示され、ペアは1万年前に送り込まれることを良しとせず、現在のアルカ・アレーナを支配している「全能者」に勝負を挑む展開となる。最初のペアの片割れのなれの果てでもある全能者は、自分に戦いを挑んできたペアの力量を試し、それがクオリアに対抗できる域に達しているかを見極めようとする。全能者に勝利したペアは、全能者の行いは正当化できるものではないとして否定しつつも、自分の意思でクオリアと戦うことを決意し、第2のエンディングとなる。
第2のエンディングを見ることで残りの2組のペア、オーガとヴァティー、およびアユタとマナのペアの物語が選択可能となる。1万年前のアルカ・アレーナで優勝したことによって不老不死を得て現在の人類の祖となったオーガらと、アルカ・アレーナを創設した最初のペアの片割であり毎回記憶をリセットしながら戦いに参加し続けてきたアユタは、互いに因縁浅からぬ間柄であり、物語はアルカ・アレーナの秘密へと迫っていく。その中で、既に方舟の維持が限界に近づいており、そのために戦いのルールが非道なものへとねじ曲げられていることが語られ、また各登場人物のシナリオ間は互いにパラレルワールドとなっており、シナリオごとに各登場人物の置かれた状況がやや異なっていることが示される。
全てのペアの物語を終えると、時空の収束により、結末の異なる4つのパラレルワールドを経てきた4組のペアが合流する展開となり、クオリアとの最終決戦が開始される。4組のペアは地球を呆気なく消滅させてしてしまったクオリアの力に戦意を挫かれつつも、世界のためではなく自分自身のために戦うことを決意する。戦いはまるで勝機のないもののように思われたが、彼らの戦いの結果として未来の可能性が開かれ、より科学文明の進んだ時空から宇宙戦艦の大艦隊が援軍として駆けつける。宇宙艦隊の斉射によってクオリアは殲滅され、戦いを終えた4組のペアはクオリアから救済された元の時空へと戻ってゆき、全能者は全ての作業の完了を宣言して消滅する。その後はクリア後のおまけがあるものの、本編の物語は幕を閉じる。

## 登場キャラクター
iOS版には発売当初はボイスがなかったが、2011年8月のアップデート以降でボイスが追加された。Android版は最初からボイスつき。人気声優を集めた配役や、多くの場面で台詞がボイスつきとなっている仕様は、発売当時のスマートフォン用アプリとしては物珍しいものであった。

### プレイヤーキャラクター
4組のペアのうち、ゲーム開始時にプレイヤーに選ばれた1組が主人公のペアとなり、他のキャラクターはバトルロイヤルでの優勝を競うライバルとして登場する。選択した主人公のシナリオによって設定が変化する者もいる。
エッシャー
声 - 諏訪部順一
ミューシャのパートナー。腕利きの殺し屋である。粗暴な性格で、アルカ・アレーナ参加者の中で唯一不老不死を欲している。ミューシャからは仇として憎まれており、物語序盤では邪悪な人物であるかのように描写されるが、次第にその生い立ちや事件の真相が明かされていく。幼い頃に再会の約束を交わした少女を想い続けるという一面を持つが、その少女がミューシャであることには気がついていない。肺を患っており治療を必要としている。
武器は長剣。初期装備ジーンは「戦士」。初期習得技はブレイクゲージの増減で効果が変化する必殺技「トロンプ・ルイユ」と、敵の攻撃を一定確率で無効化する「物理ブロック」。
ミューシャ / アイダ
声 - 井上麻里奈
エッシャーのパートナー。ミューシャという名は洗礼名で、本名は「アイダ」。孤児院育ちで、他の孤児たちの面倒を見て過ごしてきた。育ての親の仇であるエッシャーの命を狙っており、彼らのシナリオは全ペアの中で最も険悪な関係から物語が開始する。物語が進むと、彼女の養父母が人身売買を行っていたことが明かされ、それでも単純に割り切れない思いを抱えて苦悩するようになるが、次第にエッシャーと心を通わせていくようになる。ピュッピュいわく「ツンデレ」。シナリオによっては最初からエッシャーと仲睦まじい場合もある。
武器は細剣。初期装備ジーンは「魔法使い」。初期習得技は敵の魔法攻撃を跳ね返す防御魔法「メンタルウォール」と、MPの消費を自動的に抑える「MP1/2」。
シャモ
声 - 下野紘
イルカのパートナー。気弱な性格の南方に位置する国の、有力貴族の息子。家族が暴君に反逆してクーデターを起こし、連帯責任で処刑される寸前であったところをアルカ・アレーナに召喚される。物語が進むにつれ、イルカと共に暴君を倒して新しい国を創るという大望を抱くようになる。
武器は槍。初期装備ジーンは「魔法使い」。初期習得技は致命傷になるダメージに1回だけ耐える「ブレイブハート」と、クリティカルヒットの威力に補正がつく「クリティカル強化」。
イルカ
声 - 大原さやか
シャモのパートナー。褐色の肌の女戦士。シャモが幼少の頃から親しくしていた間柄であったが、シャモの家族が起こしたクーデターでは暴君の側に与した。強気に振る舞う反面、処刑人としてシャモの家族を殺害し、アルカ・アレーナに召喚されなければシャモも手にかけるところであったことを密かに負い目に感じている。
武器は柄の両側に刃のある長刀。初期装備ジーンは「戦士」。初期習得技は自分のHPと引き替えにダメージを与える必殺技「リスクブレイカー」と、自動的に発動する「毎ターンHP回復」。
オーガ / ヴィーグ＝ヴァルマ
声 - 石塚運昇
ヴァティーのパートナー。屈強な戦士。オーガというのは通名で、本名は「ヴィーグ＝ヴァルマ」。1万年前のアルカ・アレーナの優勝者であり、優勝の報酬として既に不老不死の肉体を得ている。
本作の後に発売された前日譚『CHAOS RINGSΩ』では主人公を務める。
武器は巨大な斧(Ωでは長剣)。初期装備ジーンは「戦士」(Ωは「狂戦士」)。初期習得技は攻撃力を一定時間向上させる「ベルセルクモード」と、最初の攻撃が必ずクリティカルになる「初回クリティカル」。
ヴァティー
声 - 新名彩乃
オーガのパートナー。オーガとは夫婦であり、同様に不老不死の身体を得て1万年前から生きている。前回のアルカ・アレーナでは両親と戦いその手にかけた。前日譚『CHAOS RINGSΩ』にもオーガのパートナーとして登場し、彼との間の子供を身籠っている。
オーガのシナリオではアユタの策によって、記憶と容姿をコピーした偽者と入れ替えられ、本物のヴァティーは終盤まで登場しない。
武器はメイス。初期装備ジーンは「魔法使い」。初期習得技は敵の特殊技を封じる魔法「呪縛」と、敵の魔法を一定確率で無効化する「魔法ブロック」。
アユタ
声 - 岡本信彦
マナのパートナー。かつて記憶を失っているところを拾われ、マナの馬飼いとして彼女に使えつつ、身分違いの恋に苦悩する。
その正体は原初のアダムであり、永く続く輪廻において、一定の強さの遺伝子を残すために毎回記憶をリセットした上でアルカ・アレーナに参加している。アユタ/マナのシナリオでは、彼自身は自分自身の素性を知らされておらず、正体を知るオーガ/ヴァティから警戒され困惑する。一方、オーガ/ヴァティのシナリオでは最初から記憶を取り戻して性格が変化しており、アルカ・アレーナのシステムが限界を迎えていることに対する焦りから、策を弄して暗躍する。
前日譚『CHAOS RINGSΩ』では別のパートナーを伴って登場している。
武器は日本刀で、二刀流で戦う。初期装備ジーンは「戦士」。初期習得技は莫大な消費MPと引き替えに連続での攻撃を見舞う必殺技「阿修羅散華」と、クリティカルヒットの威力に補正がつく「クリティカル貫通」。
マナ / ヤエ
声 - 花澤香菜
アユタのパートナー。東方の国の姫君として結納に赴く途中であったところをアユタと共に召喚された。争いを嫌っており、同じくアルカ・アレーナのルールに納得できないミューシャと心を通わせる。
実は本物の姫ではなく影武者で、本名は「ヤエ」。本名が明らかになった後は、ゲーム中のステータス表示なども本名に変化する。
武器は弓。初期装備ジーンは「魔法使い」。初期習得技は次のターンまで敵の攻撃を無効化する「身がくれ月下」と、自動的に発動する「毎ターンMP回復」。

### その他のキャラクター
物語の冒頭には、プレイヤーキャラクターにならないもう1組のペアが登場するが、ゲーム開始直後に死亡し退場してしまう。
ギャリック
声 - 三木真一郎
アルトのパートナー。物語冒頭では状況を楽しむ素振りを見せていたが、勝手なアルカ・アレーナのルールに異を唱えて代弁者に斬りかかり、呆気なく返り討ちにされて執行者に消滅させられる。結果として、代弁者に逆らった結果を他の参加者に知らしめることになる。
オーガ/ヴァティーのシナリオではアルト共々登場しない。一方、過去のオーガが主人公を務める前日譚『CHAOS RINGSΩ』にはアルトと共にゲスト参加した。
アルト
声 - 瀬戸麻沙美
ギャリックのパートナー。物語冒頭でパートナーを失い、パニックに陥る。パートナーを失ったことでアルカ・アレーナへの参加資格を失っており、その末路はシナリオごとに異なるものの、いずれも他の参加者やモンスターに討たれたり、自暴自棄になって他のペアに襲いかかって返り討ちにされるなどして、失意のまま消滅させられる。
ピュッピュ
声 - 神代知衣
ホームで売店を営んでおり、アルカ・アレーナの参加者たちを1万年ぶりの客と喜ぶ。お金と女性に目がない変態 で、頭にビキニのトップスを被り、キャサリンとジョディーという名のハリボテの女性を脇に従えている。
人間離れした容姿をしているが、本名はピュリッツアー＝アレキサンダーといい、物語の後半では彼がアルカ・アレーナの創設に関わった科学者であったことが明かされる。アユタによれば、アルカ・アレーナには原初のアダムとイブ以外には生身の人間が乗艦することができなかったため、志願して擬似的な身体に精神を移したのだとされる。
クリア後のおまけでは隠しボスキャラクターとして、頭に被ったビキニを賭けて勝負をすることになる。また、『CHAOS RINGSΩ』『CHAOS RINGS II』、および漫画版にも登場。漫画版では子供のような容姿の人間として登場している。
代弁者
声 - 河野智之
アルカ・アレーナの開催を「全能者」の代理で仕切る者。ロボットのような姿をしている。4組のペアをあちこちのダンジョンに向かわせたり、ペア同士の戦いを行わせたりする。
リビドー
代弁者の試作型プロトタイプの一体だがピュッピュの変態要素の容量がとてつもなかったので分けられた存在。
また作中においてはアユタが『戦うのはよした方が良い』というほどの変態である
特定の条件を満たすと煉獄の後半部分のとある場所に出現する
執行者
死神の姿をしており、代弁者への反逆者、アルカ・アレーナの敗北者に死刑を執行する存在。
全能者
声 - 島本須美
5組のペアをアルカ・アレーナへと召喚した存在。人類をクオリアに対抗できる存在へと進化させるため、1万年の年月を2,000回以上ループさせ続けており、より強い存在を求めてペアを競わせている。
かつてはテイア＝リバークという名の人間の女性であり、原初のイブとしてアルカ・アレーナの創設に関わった人物であった。
クオリア
宇宙を浸食し続け、世界に終焉をもたらす存在。

## スタッフ
- プロデューサー - 安藤武博
- キャラクターデザイン - 直良有祐
- シナリオ - 北島行徳（株式会社ジンテーゼ）
- サウンド - 上松範康
- 背景イラスト - メディア・ビジョン / 株式会社美峰（スタジオ美峰）
- 開発 - メディア・ビジョン
- 発売 - スクウェア・エニックス

## 漫画
北島行徳原作、パク・ジンジュン作画による、本作と世界設定を共有する漫画版が、『ヤングガンガン』（スクウェア・エニックス）で連載中。単行本はヤングガンガンコミックスより既刊2巻（2012年8月25日現在）が発売されている。
原作ゲームのシナリオを担当した北島が自ら漫画のネームも担当している。内容は漫画版独自の内容となっており、原作ゲームには登場しない人物を主人公に据えているが原作ゲームのキャラクターも登場する内容となっている。
- 1巻、2012年7月発行（2012年7月25日発売[21]）、ISBN 978-4-7575-3677-7
- 2巻、2012年8月発行（2012年8月25日発売[22]）、ISBN 978-4-7575-3706-4

## 音楽
オリジナル・サウンドトラック
『ケイオスリングス＋ケイオスリングスΩ オリジナル・サウンドトラック』
『CHAOS RINGS』と『CHAOS RINGS Ω』の音源（BGM）を収録したオリジナル・サウンドトラック。
『ケイオスリングスII オリジナル・サウンドトラック』
『CHAOS RINGS II』の音源（BGM）を収録したオリジナル・サウンドトラック。
『ケイオスリングスIII オリジナル・サウンドトラック』
『CHAOS RINGS III』の音源（BGM）を収録したオリジナル・サウンドトラック。
主題歌
『Celestial Diva』
作詞：宝野アリカ / 作曲：上松範康 / 編曲：菊田大介 / 歌：茅原実里
『CHAOS RINGS II』主題歌。
『世界ノ全部ガ敵ダトシテモ』
作詞・作曲：上松範康 / 編曲：中山真斗、藤間仁 / 歌：新田恵海
『CHAOS RINGS III』主題歌。